# Léon Tom
Léon Tom (Antwerpen, 1888. október 25. – ?, ?) világbajnok, olimpiai ezüstérmes belga vívó, bobos.

## Sportpályafutása
Mindhárom fegyvernemben versenyzett, de nemzetközi szintű eredményeit párbajtőr- és kardvívásban érte el.